# Manabu Wakabayashi
Manabu Wakabayashi (若林 学 Wakabayashi Manabu?), född 3 juni 1979 i Tochigi prefektur, är en japansk före detta fotbollsspelare.
Wakabayashi började sin karriär 1998 i Hitachi Tochigi (Tochigi Uva FC). Efter Hitachi Tochigi spelade han för Tochigi SC, Omiya Ardija och Ehime FC. Han avslutade karriären 2018.